# زندگی با فرن
زندگی با فرن (به انگلیسی: Living With Fran) یک سریال کمدی موقعیت آمریکایی می‌باشد که پخش آن از سال ۲۰۰۵ آغاز گردید و در مارس ۲۰۰۶ به پایان رسید.

## شخصیت‌ها
- فرن درشر در نقش فرن

فرن یک طراح دکوراسیون منزل است که دو فرزند دارد. او اولین فرزندش، جاش را در ۱۷ سالگی به دنیا آورده‌است.
- رایان مک‌پارتلین در نقش رایلی

دوست پسر جوانِ فرن که فقط ۲۶ سال سن دارد.
- جوزی دیویس در نقش لوری دین

دوست جاش
- بن فلدمن در نقش جاش ریوس

جاش پسر ۲۱ ساله فرن است که به تازگی از دانشگاه پزشکی اخراج شده.
- میستی ترایا در نقش الیسون

دختر ۱۵ ساله فرن که با برادرش جاش نمی‌تواند کنار بیاید. برخلاف جاش، از اینکه مادرش با یک شخص جوان تر از خود قرار می‌گذارد، نگران نیست.